# Лимам, Нежиб
Нежиб Лимам (араб. نجيب ليمام‎; род. 12 июня 1953, Бардо, Тунис) — тунисский футболист, играл на позиции нападающего. Участник чемпионата мира 1978 года.

## Биография

### Клубная карьера
Лимам в течение шести сезонов играл за «Стад Тунизьен», став в команде одним из ключевых игроков команды, но не выиграл никаких трофеев.
В 1978 году Лимам переехал в Саудовскую Аравию и присоединился к клубу «Аль-Хиляль» из Эр-Рияда, в котором играл на протяжении трёх сезонов. В составе «Аль-Хиляля» Лиман выиграл чемпионский титул в 1979 году и Кубок короля в 1980 году. Закончил карьеру на родине, в клубе «Стад Тунизьен».

### Карьера в сборной
В составе сборной Туниса принимал участие на чемпионате мира 1978 года, но на турнире был запасным и на поле так и не вышел.